# ГЕС Корумба
ГЕС Корумба — гідроелектростанція на сході Бразилії у штаті Гояс. Знаходячись після ГЕС Корумба ІІІ, становить нижній ступінь каскаду на річці Корумба (права притока Парани, точніше її верхньої течії Паранаїби).
Роботи за проєктом розпочала у 1982-му енергетична компанія штату (Centrais Elétricas de Goiás), проте вже за два роки вона передала його компанії Furnas, котра відновила роботи у 1987-му. Ще за два роки здійснили відведення води з місця основного будівництва, для чого проклали два дериваційні тунелі довжиною 640 та 720 метрів (можна відзначити, що всього загальний обсяг підземної вибірки порід на спорудженні комплексу склав 180 тис. м3). Заповнення сховища стартувало в 1996-му, а наступного року воно досягнуло проєктної позначки.
Для роботи ГЕС річку перекрили кам'яно-накидною греблею з глиняним ядром висотою 90 метрів та довжиною 540 метрів, на спорудження якої пішло 3,9 млн м3 матеріалу (крім того, для різних споруд комплексу знадобилось 277 тис. м3 бетону). В результаті утворилось водосховище з площею поверхні 65 км2 та об'ємом 1,5 млрд м3 (корисний об'єм 1 млрд м3), для якого нормальним коливанням рівня є знаходження між позначками 570 та 595 метрів НРМ (максимальний рівень на випадок повені складає 596 метрів НРМ).
Пригреблевий машинний зал обладнали трьома турбінами типу Френсіс потужністю по 125 МВт, які при напорі у 80,8 метра повинні забезпечувати середньорічне виробництво на рівні 1,6 млрд кВт·год електроенергії.
Видача продукції відбувається по ЛЕП, що працює під напругою 345 кВ.
Управління роботою станції здійснюється дистанційно з диспетчерського центру на ГЕС Ітумбіара.